# Charles de Bourbon (1818-1861)
Pour les articles homonymes, voir Charles de Bourbon et Charles VI.
Charles Louis Marie Ferdinand de Bourbon (en espagnol : Su Alteza don Carlos Luis María Fernando de Borbón y de Braganza), aussi connu sous le nom de Charles VI (Carlos VI en espagnol), né au palais royal de Madrid le 31 janvier 1818, et mort à Trieste le 13 janvier 1861, est un infant d'Espagne qui portait le titre de courtoisie de comte de Montemolín, et qui est un prétendant carliste au trône d’Espagne.
Fils du roi contesté Charles V, petit-fils du roi Charles IV et cousin de la reine Isabelle II, il déclenche la seconde guerre de succession carliste contre cette dernière et se fait proclamer roi d'Espagne par ses partisans en 1846. Caractérisé par certains historiens plus comme un conflit que comme une véritable guerre civile, le second conflit carliste correspond essentiellement à un soulèvement populaire dans différentes parties de la Catalogne, région qui reconnaît la légitimité de Charles VI. À la fin de 1847, le nombre de partis carlistes dans cette région atteignit quelque 4 000 hommes armés contre une armée régulière composée de 40 000 soldats dirigée par Manuel Pavía y Lacy. Les partisans les plus éminents de la guerre précédente, dont Ramón Cabrera, se sont rendus dans les montagnes de Catalogne. À cette occasion, les carlistes prirent également le nom de Montemolinistas. L'action la plus importante de cette nouvelle campagne a été la surprise de Cervera faite par Benito Tristanyau au petit matin du 16 février 1847.
Fin 1848, le nouveau capitaine général de Catalogne, Manuel Gutiérrez de la Concha, qui remplace Fernando Fernández de Córdova, parvient à affaiblir la résistance des partis carlistes. Ceci, ainsi que les échecs des soulèvements carlistes à Guipúzcoa, en Navarre, à Burgos, à Maestrazgo et en Aragón, ont rendu difficile la poursuite du conflit. La guerre s'est terminée entre avril et mai 1849, lorsque Cabrera et les Tristany ont traversé la frontière française face à la persécution de l'armée gouvernementale. Charles VI a été arrêté en France alors qu'il tentait de reprendre la tête de ses fidèles en Espagne.
Définitivement vaincu par sa cousine en 1849, Charles est exilé en Italie après la défaite de ses partisans. Dans les années 1850, il entretient des contacts avec son cousin, le roi-consort François d'Assise, pour parvenir à une réconciliation entre les deux branches de Bourbon, mais il échoue et, en mai, il y a une nouvelle insurrection carliste en Espagne, mais qui est sans conséquence. L'ex-roi contesté s’éteint en exil sans descendance en 1861.

## Les premières années d’un infant d’Espagne

### Famille

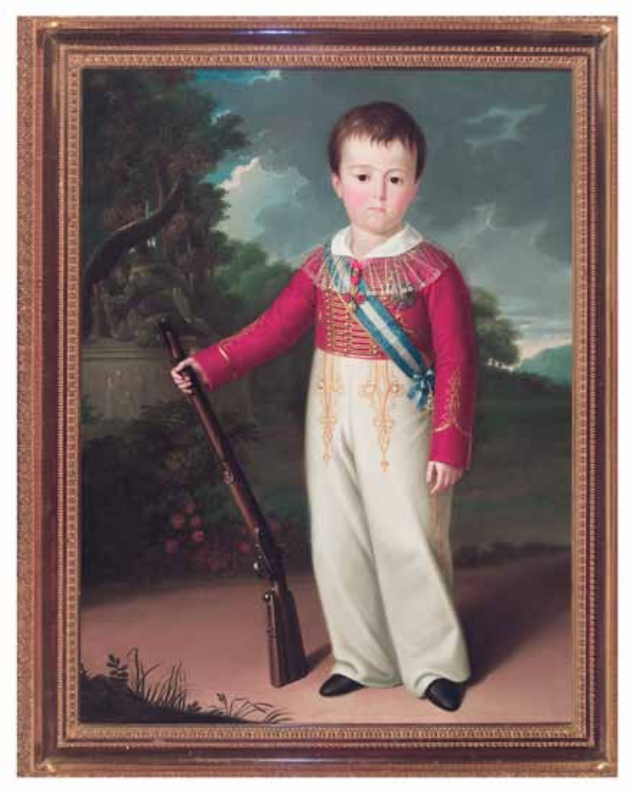
Portrait de l’infant Charles-Louis, alors enfant.

À sa naissance, Charles-Louis est le fils aîné de l’infant Charles de Bourbon (1788-1855), « comte de Molina », et futur prétendant carliste au trône des Espagnes, et de sa première épouse l'infante Françoise de Portugal (1800-1834), fille du roi Jean VI de Portugal et de Charlotte-Joachime d'Espagne.
Dès sa naissance Charles Louis fut titré infant d'Espagne par son oncle le roi Ferdinand VII. Ce dernier n’ayant pas d’enfant, la succession se joue alors du côté de l’infant Charles et de ses descendants dont le petit Charles-Louis, qui est alors deuxième dans l’ordre de succession au trône.

### La première guerre carliste
En 1833, à la mort du roi Ferdinand VII, sa fille aînée de trois ans, Isabelle II, est proclamée reine d’Espagne par une partie du royaume. Certaines provinces, fidèles à l’ancienne loi salique, refusent de reconnaître la nouvelle souveraine et jurent fidélité à l’infant Charles, qui s’installe en Haute-Navarre, et devient roi d’Espagne, pour ses partisans, sous le nom de Charles V. C’est le début de la guerre carliste.
Charles Louis de Bourbon est alors proclamé « prince des Asturies » par les carlistes, tandis qu’à Madrid, il se voit déchu de son titre d’infant et de son droit de succession au trône espagnol, par la régente Marie-Christine, mère de la reine Isabelle II, en 1834 (exclusion confirmée par les constitutions de 1837 et de 1845).
En 1839, après la défaite finale de l’armée carliste et la signature du traité de Vergara qui met un terme à la guerre, l’ex-roi Charles V est exilé avec sa famille en France, à Bourges.

## La succession carliste

### Chef du parti carliste

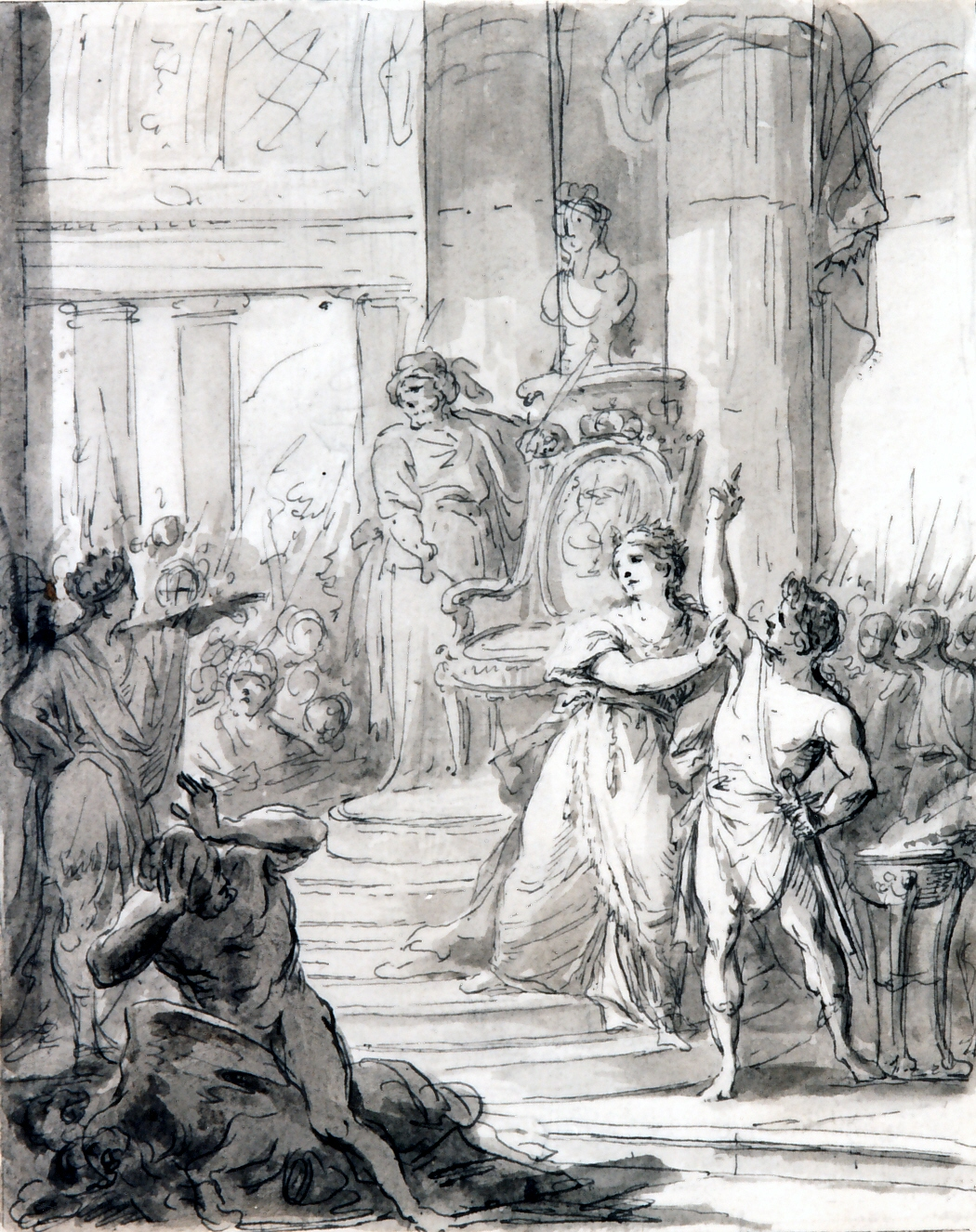
Allégorie de la première guerre carliste (1833-1839).

Après l' « abdication » de son père le 18 mai 1845, Charles-Louis devint le nouveau prétendant carliste au trône des Espagnes et prit le titre de courtoisie de comte de Montemolín.
Peu après, le nouveau chef dynastique du parti carliste adresse un manifeste aux Espagnols le 23 mai, dans le but de faire des compromis et de mettre en avant sa cause. Certains, comme Jacques Balmes, se prononcent en faveur d'un mariage entre Isabelle II, la reine d'Espagne, et Charles de Bourbon, afin de régler définitivement le conflit. Néanmoins, ce projet n'aboutit pas, à cause des réclamations des carlistes les plus extrêmes, qui ne voulaient pas que leur prétendant soit seulement roi consort, du manque de soutien international, ainsi qu'à l'opposition de l'influent Ramon Maria Narvaez. Ainsi, le 18 août 1846, Isabelle II annonce son mariage avec un autre de ses cousins, François d'Assise de Bourbon, avec le soutien de la France du roi Louis-Philippe.
Dans la ville de Madrid, des sympathisants carlistes tentent de créer un soulèvement. Néanmoins, le complot est découvert par la police et les membres sont arrêtés.

### Seconde guerre carliste et proclamation de «Charles VI»

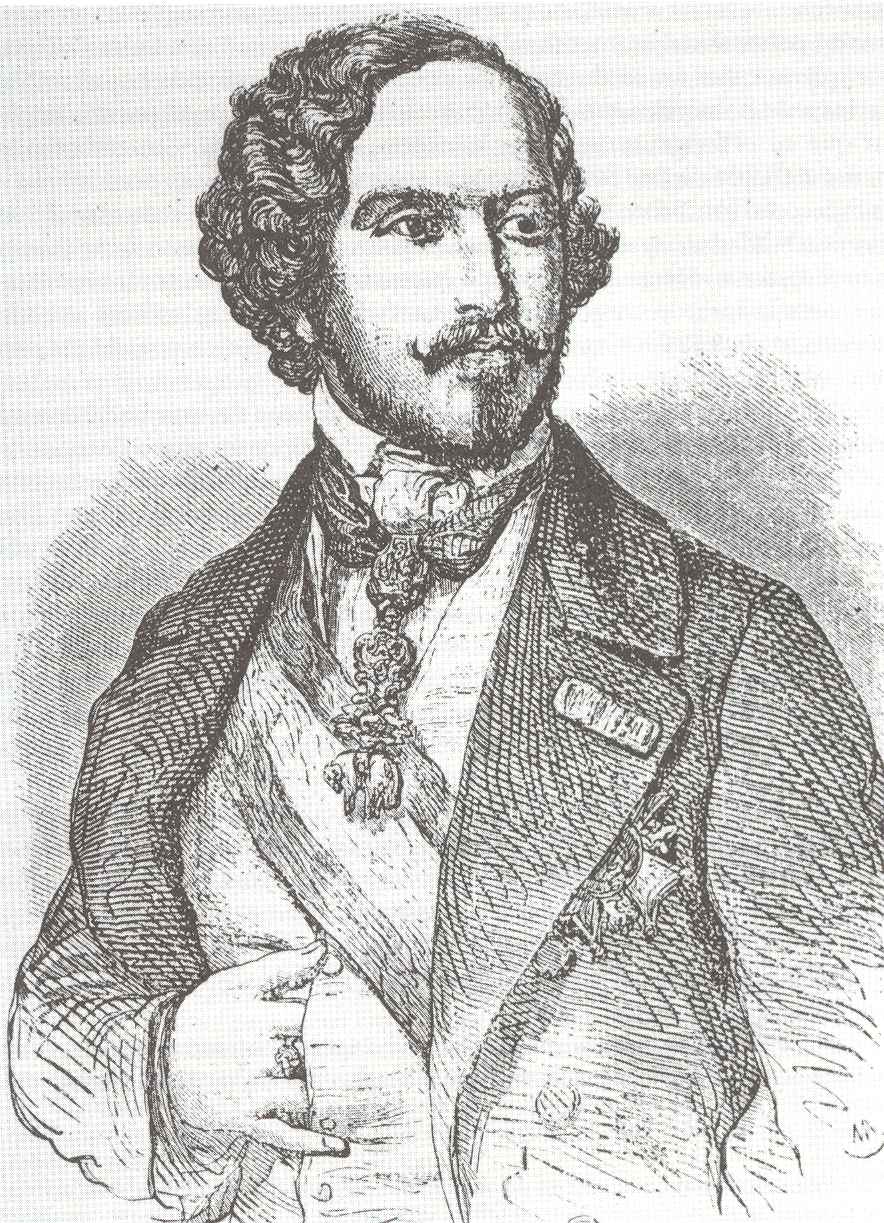
Portrait de Charles VI, roi d’Espagne selon la succession carliste.

Le 12 septembre 1846, toujours à Bourges, Charles fait une proclamation appelant aux armes les Espagnols, point de départ de la seconde guerre carliste. Le prétendant se rend à Londres avec Pedro de Alcántara Álvarez (es) pour se préparer aux combats. Il y est bien accueilli et reçoit la visite officielle de Henry John Temple, l'Angleterre ayant été troublée par le mariage de Louise-Fernande de Bourbon et du duc Antoine d'Orléans.
La révolte commence en Catalogne, où Charles est reconnu roi d’Espagne sous le nom de Charles VI dès le 16 septembre 1846, puis elle prend une plus grande ampleur dans les autres provinces du Nord. De nombreuses bandes armées se créent, généralement composées de moins de cinq cents hommes, et harcèlent l'armée espagnole. Deux chefs militaires particulièrement importants se démarquent dès lors, Bartolomé Porredón et Benito Tristany, qui avec 300 hommes s'empare des réserves de munitions de Cervera en février 1847. La répression est menée par Manuel Pavía, qui le 17 mai, vainc les rebelles et fait même prisonnier Benito Tristany, avant de le faire exécuter. Peu de temps après, il parvient à abattre aussi Bartolomé Porredon, alors que celui-ci est en convalescence à Cervera. Malgré la perte de ces deux piliers, la révolte s'amplifie, avec de nouveaux chefs comme Rafael Tristany (neveu de Benito) ou Marcelino Gonfaus, alors même que Manuel Gutiérrez de la Concha, à la tête de l'armée espagnole composée de 40 000 hommes, propose le pardon aux carlistes prêts à rendre les armes.
L'armée carliste se réorganise en ce début d'année 1848. Le 21 février 1848, les troupes dirigées par les généraux José Borges et Juan Castells s'emparent d'Igualada. Peu après, Borges prend Sants, aux portes de Barcelone. Le 3 décembre, Fernández de Córdova démissionne de son poste à la tête de la répression, où il est remplacé par Manuel Gutiérrez de la Concha. Dans le même temps, les forces carlistes sont estimées à près de 10 000 hommes, qui, bien que peu organisés, parviennent à s'emparer de Móra d'Ebre et de Manresa à assiéger Vich, Olot et Solsona.

### Défaite finale
Entre décembre 1848 et janvier 1849, l'armée carliste perd 6 000 fusils, envoyés par Charles VI qui sont interceptés par le consul espagnol à Marseille. Cabrera tente alors de faire venir le roi carliste, toujours installé à Londres, pour remotiver les troupes et relancer l'offensive. Charles VI accepte finalement et quitte son exil le 27 mars, mais alors qu'il arrive à la frontière espagnole, il est arrêté par six douaniers français et enfermé à Perpignan. Coïncidant avec ce revers, l'armée espagnole enchaîne les victoires. Ainsi Rafael Tristany est harcelé dans les montagnes de Segarra, Marcelino Gonfaus est capturé après plusieurs jours de traque et Pascual Gamundi (es) est vaincu à Castelflorite par Domingo Dulce. Pascual Gamundi venait par ailleurs de se voir confier une partie de l'armée de Cabrera et de remporter plusieurs victoires dont la prise de Molina de Aragón.
Cabrera est contraint de se retirer dans les montagnes pyrénéennes, puis de quitter l'Espagne pour passer en France le 23 avril 1849. Capturé par les Français, il est emprisonné à Err puis à Toulon. Les autres généraux carlistes se soumettent un à un, le dernier étant Rafael Tristany le 18 mai. Finalement le 8 juin 1849, le chef du gouvernement, Ramon Maria Narvaez, accorde l'amnistie à de nombreux combattants carlistes. Ainsi, près de 1 400 d'entre eux retournent en Espagne, et de nombreux combattent plus tard lors de la guerre du Maroc.

## Vie de famille et mort

### Mariage

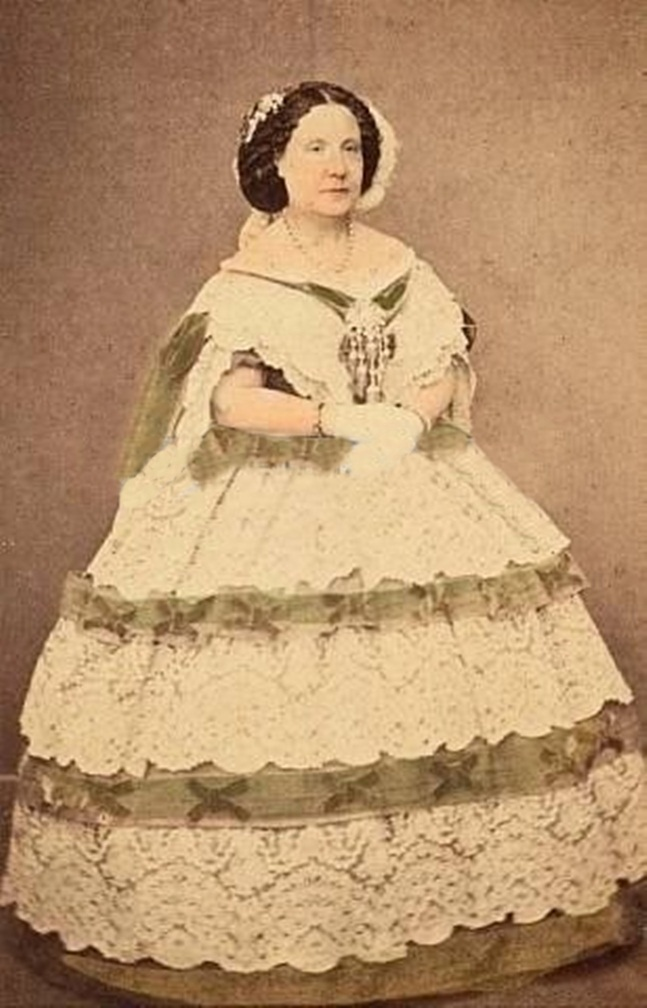
La princesse Marie-Caroline de Bourbon-Siciles, épouse de Charles VI.

Le 10 juillet 1850 au palais royal de Caserte (Royaume des Deux-Siciles), Charles épouse sa cousine germaine Marie-Caroline de Bourbon (1820-1861), princesse royale des Deux-Siciles, fille de François Ier (1777-1830), roi du royaume des Deux-Siciles, et de sa seconde épouse l'infante Marie-Isabelle d'Espagne (1789-1848) et sœur de la reine-régente d'Espagne. Ils n'eurent pas d'enfant.

### Dernières prétentions et décès
Puis au décès de son père, l’ex-roi Charles V, à Trieste le 10 mars 1855, il devint l'héritier présomptif du prétendant légitimiste au trône de France, le comte de Chambord, dit Henri V.
Mais Charles VI et son épouse décédèrent du typhus, à quelques heures d'intervalle (Caroline de Bourbon contracta la maladie en soignant son époux), lui le 13 et elle le 14 janvier 1861 à Trieste.
Le couple fut inhumé dans la chapelle Saint-Charles-Borromée de la cathédrale Saint-Just de Trieste. L'inscription en latin sur sa tombe le désigne comme « Charles VI, comte de Montemolín, fils aîné de Charles V ».

## Ascendance
Charles de Bourbon est issu de multiples mariages consanguins.